# Haptocara latirostrum
Haptocara latirostrum är en svampart som beskrevs av Drechsler 1975. Haptocara latirostrum ingår i släktet Haptocara, divisionen sporsäcksvampar och riket svampar.   Inga underarter finns listade i Catalogue of Life.